# Sören Claesson
Ove Sören Claesson (* 9. Februar 1959 in Lidköping) ist ein ehemaliger schwedischer Ringer.

## Werdegang
Sören Claesson begann beim Athletenklub Linköping im Alter von sechs Jahren mit dem Ringen. Er war hoch talentiert und gehörte in den jeweiligen Altersgruppen im Jugend- und Juniorenbereich bald zu den besten Ringern Schwedens. Er rang in beiden Stilarten, konzentrierte sich aber im Seniorenbereich bei internationalen Meisterschaften meist auf den griechisch-römischen Stil. Der Trainer, dem er die größten Fortschritte zu verdanken hatte, war Lennart Lundell. Sören war 1,79 m groß und kämpfte bei einem Körpergewicht von ca. 85 kg meist Mittelgewicht. Sein Debüt auf der internationalen Ringermatte gab er im Jahr 1979 mit einem dritten Platz bei den Junioren-Weltmeisterschaften in Haparanda im Mittelgewicht, griechisch-römischen Stil. Ein Jahr später belegte er bei den Junioren-Europameisterschaften in Oulu den vierten Platz. Er hatte es schon damals fast ausschließlich mit gut vorbereiteten Ringern aus den Ostblock-Staaten zu tun, die unter professionellen Bedingungen trainieren konnten und sich während ihrer Sportlerlaufbahn kaum um ihre berufliche Zukunft kümmern mussten.
Aus diesem Grund sind die Leistungen der Ringer aus den westlichen Staaten umso anerkennenswerter, die es schafften, in die Phalanx der Ostblock-Ringer einzubrechen. Sören Claesson gehörte zu ihnen. Bei einigen Meisterschaften der Jahre 1980 bis 1985 landete er im Vorderfeld und verfehlte mit Platz vier nur knapp die Medaillenränge. Aber auch unter den schwedischen Mittelgewichtsringern hatte er harte Konkurrenten, allen voran Frank Andersson, Leif Andersson, Christer Gulldén und Magnus Fredriksson.
Sein größter Erfolg war der Gewinn der olympischen Bronzemedaille bei den Olympischen Spielen 1984 in Los Angeles, wo ihm auch ein Sieg über den Olympiasieger von 1976 Momir Petković aus Jugoslawien gelang.
Die Ergebnisse der internationalen Meisterschaften und einiger anderer Turniere, an denen Sören Claesson teilnahm, sind im folgenden Abschnitt nachzulesen.

## Internationale Erfolge
(OS = Olympische Spiele, WM = Weltmeisterschaft, EM = Europameisterschaft, GR = griech.-röm. Stil, F = Freistil, Mi = Mittelgewicht, damals bis 82 kg Körpergewicht)
- 1979, 3. Platz, Junioren-WM in Haparanda, GR, Mi, hinter Jewgeni Stamow, Bulgarien und Michail Baranow, UdSSR und vor Andrzej Malina, Polen, Laszlo Slejher, Jugoslawien und Gheorghe Glonț, Rumänien;
- 1980, 4. Platz, Junioren-EM in Oulu, GR, Mi, hinter Ion Draica, Rumänien, Piotr Winitschenko, UdSSR und Sandor Kappesz, Ungarn und vor Malina und Kaj Jägersgaard, Dänemark;
- 1980, 6. Platz, EM in Prievidza, F, Mi, hinter Ismail Abilow, Bulgarien, George Kalojew, UdSSR, Günter Busarello, Österreich, Vasile Togonos, Rumänien und Peter Syring, DDR,
- 1981, 5. Platz, Turnier in Västerås, GR, Mi, hinter Jan Dolgowicz, Polen, Taimuraz Abchazawa, UdSSR, Kurt Spaniol, BRD und Leif Andersson, Schweden;
- 1981, 7. Platz, WM in Oslo, GR, Mi, mit Siegen über Ferrydium Behmanpour, Iran und Atushi Izawa, Japan und Niederlagen gegen Pawel Pawlow, Bulgarien und Gennadi Korban, UdSSR,
- 1983, 4. Platz, EM in Budapest, Gr, Mi, hinter Abchazawa, Draica und Malina und vor Gyula Erdely, Ungarn und Momir Petković, Jugoslawien;
- 1984, 6. Platz, EM in Jönköping, GR, Mi, hinter Abchazawa, Angel Botschew, Bulgarien, Jarmo Övermark, Finnland, Malina und Draica;
- 1984, Bronzemedaille, OS in Los Angeles, GR, Mi, mit Siegen über Dan Chandler, USA, Klaus Mysen, Norwegen, Mohamed Ashram, Ägypten, Luis Santerre, Kanada und Momir Petkovic, Jugoslawien und einer Niederlage gegen Draica;
- 1985, 4. Platz, WM in Kolbotn/Norwegen, Gr, Mi, hinter Bogdan Daras, Polen, Abdoul Batalow, UdSSR und Klaus Mysen und vor Övermark und Chris Catalfo, USA

## Schwedische Meisterschaften
Sören Claesson wurde schwedischer Meister im griechisch-römischen Stil in den Jahren 1981, 1982, 1983 und 1985 und im freien Stil in den Jahren 1977, 1978, 1979, 1981 und 1984, immer im Mittelgewicht.